# Thunderbirds Are Go!
Thunderbirds (Thunderbirds Are Go!) er en animeret TV-serie, som blev sendt på ITV fra 2015 til 2020. Serien blev produceret af ITV Productions. I Danmark havde serien premiere den 2016 på DR Ultra og DR Ramasjang.

## Plot
I Thunderbirds Are Go, en verden, der ligner vores.

## Afsnit

### Sæson 1
1. Ring of Fire - Part 1 (Ildringen - del 1)
2. Ring of Fire - Part 2 (Ildringen - del 2)
3. Space Race (Rumkapløb)
4. Crosscut (Tværsnit)
5. Fireflash (Lynblinke)
6. Unplugged (Afladning)
7. Runaway (Løbske)
8. EOS (EOS)
9. Slingshot (Sammenbrud)
10. Tunnels of Time (Tidens tunneler)
11. Skyhook (Himmelkrog)
12. Under Pressure (Højt tryk)
13. Heavy Metal (Tungmetal)
14. Skyfall (Faldende himmel)
15. Relic (Fortidslevn)
16. Breakdown (Motorfejl)
17. Heist Society (Kup på bunden)
18. Recharge (Overskudsenergi)
19. Extraction (Udsugning)
20. The Hexpert (Eksperten)
21. Comet Chasers (Kometjægere)
22. Designated Driver (Parkers køreskole)
23. Chain of Command (Kommandovejen)
24. Touch And Go (Kaos i luften)
25. Undercover (Undercover)
26. Legacy (Belastet arv)

### Sæson 2
1. Earthbreaker (Jordbryder)
2. Ghost Ship (Spøgelsesskib)
3. Deep Search (Dyb Søgning)
4. City Under The Sea (By under havet)
5. Colony (Koloni)
6. Up From The Depts - Part 1 (Op fra afdrætterne - Del 1)
7. Up From The Depts - Part 2 (Op fra afdrætterne - Del 2)
8. Lost Kingdom (Det tabte kongerige)
9. Impact (Indvirkning)
10. High Strung (Høj spændt)
11. Weather or Not (Vejr eller ej)
12. Fight or Flight (Kæmp eller flygt)
13. Escape Proof (Flugtsikring)
14. Volcano! (Vulkan)
15. Power Play (Magtspil)
16. Bolt From the Blue (Bolt fra det blå)
17. Attack of the Reptiles (Krybdyrs angreb)
18. Grandma Tourismo (Bedstemor Tourismo)
19. Clean Sweep (Ren fejning)
20. The Man From TB5 (Den man fra TB5)
21. Home on the Range (Hjem på skydebanen)
22. Long Haul (Langdistancekørsel)
23. Rigged for Disaster (Rigget til katastrofe)
24. Inferno (Inferno)
25. Hyperspeed (Hyperfart)
26. Brains vs. Brawn (Brains vs. Muskelkraft)

### Sæson 3
1. Chaos - Part 1
2. Chaos - Part 2
3. Path of Destruction
4. Night and Day
5. Growing Pains
6. Life Sings
7. Rally Raid
8. Crash Course
9. Flame Out
10. Deep Water
11. Endgame
12. SOS - Part 1
13. SOS - Part 2
14. Signals - Part 1
15. Signals - Part 2
16. Chain Reaction
17. Getaway
18. Avalanche
19. Upside Down
20. Icarus
21. Break Out
22. Buried Treasure
23. Venom
24. Firebreak
25. The Long Reach - Part 1
26. The Long Reach - Part 2

## Danske stemmer
- Oliver Mads Zhelder Due som Alan Tracy
- Øvrig Stemmer: Robert Hansen (sæson 1), Anders Glud Jensen, Andreas Jebro, Anne Oppenhagen Pagh, Caspar Phillipson, David Rousing, Fredrik Keller, Grethe Mogensen, Isabel Hultberg Hammerich, Jens Jacob Tychsen, Jens Sætter-Lassen, Jesper Hagelskær Paasch, Karsten Jansfort, Kenneth M. Christensen, Malene Tabart, Natascha Jessen, Neel Rønholt, Pernille Schrøder, Peter Pilegaard, Rasmus Hammerich, Sandra Elsfort, Sylvester Neye, Therese Fischerson, Anette Støvelbæk (sæson 2), Emil Egedal Kristensen (sæson 2), Marie Dietz (sæson 2), Kit Eichler (sæson 2), Linda Elvira Magnussen (2017), Isabella Kjær-Westermann (sæson 2), Thea Iven Ulstrup (sæson 2)

## Dansk version
- Studie: BTI Studios